# Embracing the Unknown
Embracing the Unknown ist ein Jazzalbum von Ivo Perelman, Chad Fowler, Reggie Workman und Andrew Cyrille. Die wohl 2023 entstandenen Aufnahmen erschienen am 29. März 2024 auf Perelmans Label Mahakala Music.

## Hintergrund
Der Saxophonist Ivo Perelman spielte bei dieser Session mit den Veteranen Reggie Workman und Andrew Cyrille. Deren Musikgeschichte und Erfahrung reicht bei Workman zurück bis zu seiner Zusammenarbeit mit John Coltrane, bei Andrew Cyrille zu Cecil Taylor. Hinzu kam Chad Fowler, im Vergleich dazu neu in der Szene, der bei dieser Session die durch Rahsaan Roland Kirk bekannten Blasinstrumente Stritch und Saxello spielte. Fowler bildete damit den Kontrapunkt und die Gegenstimme zu Perelman.
Perelman nahm bereits zwei Mal zusammen mit Cyrille auf, Children of Ibeji (Enja, 1992) und Dione (Leo Records, 2017) mit Matthew Shipp.

## Titelliste
- Ivo Perelman: Embracing the Unknown (Mahakala Music)

1. Embracing the Unknown 21:01
2. Soul Searching 10:24
3. Self-reflection 6:42
4. Introspection 8:18
5. Self-analysis 7:21
6. Self-fulfillment 7:03
7. Self-contemplation 7:13

Die Kompositionen stammen von Ivo Perelman.

## Rezeption

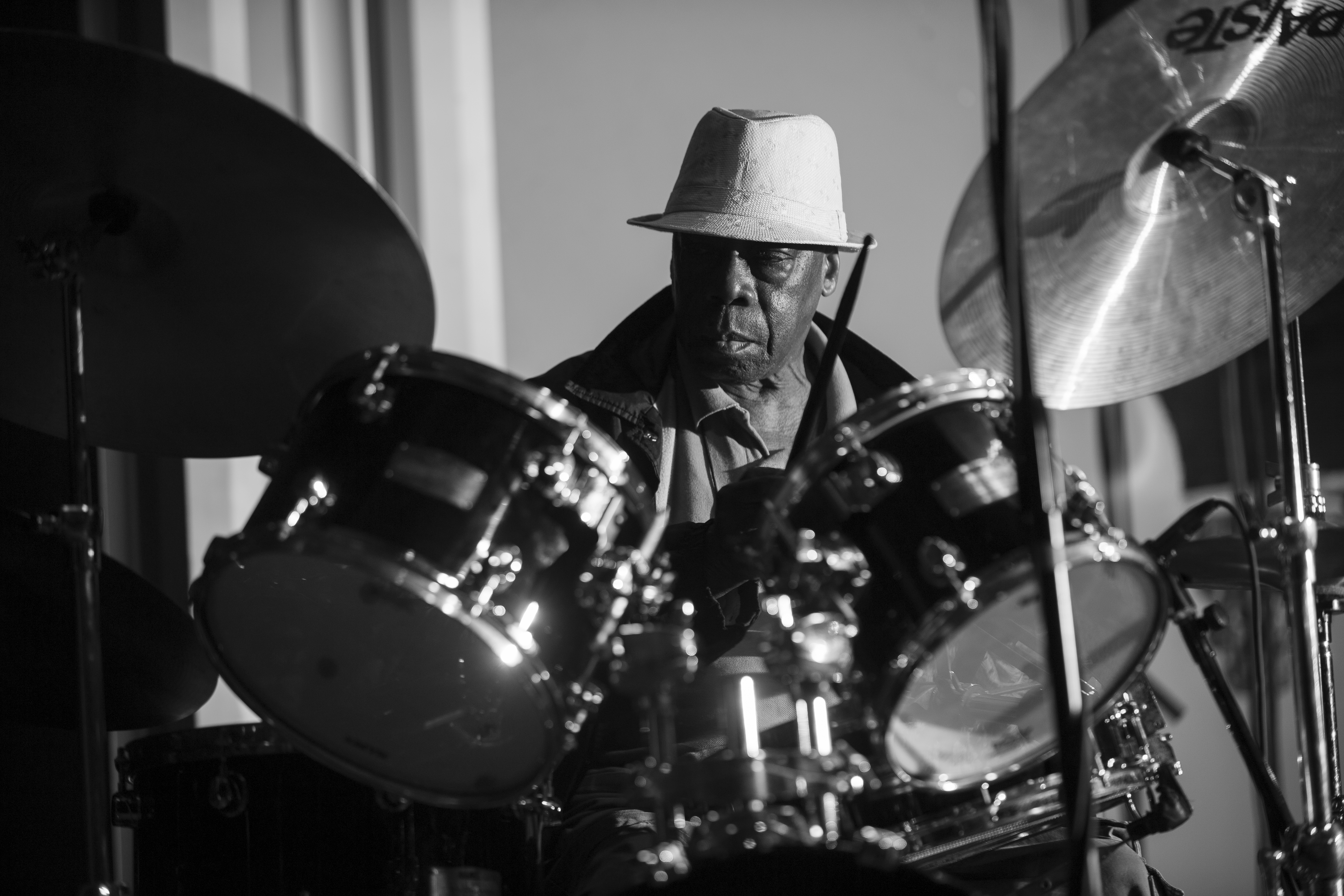
Andrew Cyrille bei einem Auftritt in Buffalo, 2023

Nach Ansicht von Troy Dostert, der das Album in All About Jazz rezensierte, ist das Ergebnis der Zusammenarbeit Fowlers mit Perelman, Workman und Cyrille „ein Meisterkurs in freier Improvisation“. Seit der Gründung seines Labels Mahakala Music im Jahr 2019 habe der Saxophonist viel getan, um den Geist des uneingeschränkten Free Jazz fortzuführen, und greife dabei auf eine illustre Liste zurück, zu der Veteranen wie William Parker, Matthew Shipp, Joe McPhee, Perelman und viele andere gehörten. Perelman wiederum habe viele herausragende Eigenschaften, aber eine der wichtigsten sei sicherlich seine Fähigkeit, nahtlos mit seinen Partnern zu verschmelzen und aus unterschiedlichen Bestandteilen einen gemeinsamen Sound zu schaffen. Sein sympathetischer Austausch mit Fowler stehe im Mittelpunkt des Albums, da die beiden oft so eng miteinander verschmelzen, dass es schwierig werde, sie zu unterscheiden, und ohnehin nebensächlich, da sie so fein aufeinander abgestimmt sind.
Zudem sei die Workman-Cyrille-Achse ein entscheidender Aspekt für das Gelingen des Albums, da die beiden ein intuitives Gespür für die Herangehensweise der Saxophonisten hätten und geschickt genau das lieferten, was in jedem Stück benötigt wird, so Dostert weiter. Workmans lyrisches Gespür sei ein wesentlicher Teil des Austauschs über „Self-fulfillment“, während Cyrille mit seiner sorgfältigen Beckenarbeit Bände spreche und die beiden die Intensität nach und nach steigerten, ohne jedoch jemals die zentrale Richtung des Dialogs aus den Augen zu verlieren.
Embracing the Unknown sei die Verkörperung des im Albumtitel Embracing the Unknown angesprochenen Ideals, lobt Mark Corroto (All About Jazz). Dafür könne man der Rhythmusgruppe von Workman und Cyrille nur danken. Die beiden arbeiteten seit den 1960er-Jahren zusammen, vom Jazz Composer’s Orchestra über die Quartette des jeweils anderen bis hin zum Trio 3 mit Oliver Lake. Der Workman/Cyrille-Faktor bestimmte den Großteil seiner Aufnahmen; so bevorzuge der Schlagzeuger kleine Gesten wie Glocken, metallische Gegenstände und intellektuelles Spiel, sogar meditatives Trommeln. Dies, zusammen mit Workmans Bass-Erkundungen, bestimme durchweg die Stimmung. Vor diesem Hintergrund könnte man dies als die lyrischste Perelman-Aufnahme seit Jahren bezeichnen.